# 津有村
津有村（つありむら）は、かつて新潟県中頸城郡にあった村。

## 沿革
- 1889年（明治22年）4月1日 - 町村制の施行により、中頸城郡四ケ所村、下新町村、上新町村、池村、戸野目古新田、門田新田、戸野目村、市野口新田、茨沢村、藤塚村、新保古新田、本新保村、上雲寺村、中野新田、下富川村、上富川村、熊留新田、熊塚村、稲村、野尻村、荒屋村、虫川村、市ノ江村、桐原村、本道村、下野田村、上野田村、長面村、三王新田、下池部村、上池部村、吉岡村、剣村、角川古新田、重川新田、新屋敷村及び四ツ辻村の区域をもって、中頸城郡津有村が発足する。
- 1955年（昭和30年）2月1日 - 高田市に編入する。

## 著名な出身者
- 保阪潤治 - 地主、古典籍蒐集家（町村制施行前の戸野目村生まれ）